# نوبویوکی کاجیتانی
نوبویوکی کاجیتانی (انگلیسی: Nobuyuki Kajitani؛ زادهٔ ۳ مهٔ ۱۹۵۵) ژیمناست هنری اهل ژاپن بود.